# (84719) 2002 VR128
(84719) 2002 VR128, também escrito como (84719) 2002 VR128, é um objeto transnetuniano (TNO) que está localizado no Cinturão de Kuiper, uma região do Sistema Solar. Este objeto é classificado como um plutino, pois, o mesmo está em uma ressonância orbital de 2:3 com o planeta Netuno. Ele possui uma magnitude absoluta de 5,7 e tem um diâmetro estimado com 448 quilômetros. O astrônomo Mike Brown lista este corpo celeste em sua página na internet como um candidato a possível planeta anão.

## Descoberta
(84719) 2002 VR128 foi descoberto no dia 3 de novembro de 2002 pelos astrônomos Michael E. Brown e Chad Trujillo.

## Características físicas
O tamanho de (84719) 2002 VR128 foi medido pelo Observatório Espacial Herschel que estimou o seu diâmetro em cerca de 448.5+42.1
−43.2 Km. A superfície de (84719) 2002 VR128 é vermelha na faixa do espectro visível.

## Órbita
A órbita de (84719) 2002 VR128 tem uma excentricidade de 0,262 e possui um semieixo maior de 39,376 UA. O seu periélio leva o mesmo a uma distância de 29,045 UA em relação ao Sol e seu afélio a 49,706 UA.